# Universidade de Ibadã
A Universidade de Ibadã é a mais antiga das Universidades da Nigéria, e está localizada a 8 quilômetros do centro da cidade principal de Ibadã na Nigéria Ocidental. A universidade tem mais de 12,000 estudantes.
Entre os seus alunos, encontram-se duas figuras proeminentes da literatura moderna, Chinua Achebe e Wole Soyinka. 